# Palácio Nacional da Ajuda

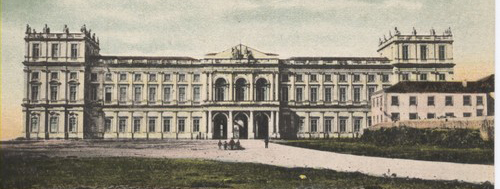
Palácio da Ajuda em meados do século XIX, Lisboa, Portugal.

O Palácio Nacional da Ajuda ou Paço de Nossa Senhora da Ajuda é um monumento nacional português, situado na freguesia da Ajuda, em Lisboa.
A sua construção teve início no fim do século XVIII (1795) para substituir a Real Barraca, Paço Real assim chamado por ser de madeira. O projeto inicial, da autoria de Manuel Caetano de Sousa, sofreu uma alteração profunda com novo projeto em 1802. De inspiração neoclássica, da autoria dos arquitetos Francisco Xavier Fabri e José da Costa e Silva, o Palácio foi habitado com várias interrupções, tendo ficado inacabado. Funcionou como Paço Real com o rei D. Luis I (1838–1889), que aí se instalou definitivamente a partir de 1861. No vestíbulo, merecem destaque as 47 estátuas assinadas por artistas portugueses.
Encerrado com a implantação da República em 1910, o interior do Palácio foi tornado museu, a partir de 1968, apresentando um relevante acervo de mobiliário, ourivesaria, pratas e joalharia.
Entre 2018 e 2020 decorreram as obras do "remate" da ala poente do palácio que terminaram assim o palácio inacabado e onde foi instalada uma caixa-forte para receber a coleção das Joias da Coroa Portuguesa.
Antigo Palácio Real, é hoje em grande parte um museu, estando instalados no restante edifício a Biblioteca Nacional da Ajuda, o Ministério da Cultura, a Galeria de Pintura do rei D. Luís I e a Direção Geral do Património Cultural. O Palácio e o Museu são geridos pela Museus e Monumentos de Portugal e pela Presidência da República.

## História

### Período Joanino
Em 1726, D. João V (1689–1750) adquire três quintas na zona de Belém. A primeira tinha já uma edificação que é hoje o Palácio de Belém, a segunda uma ermida do Oratório que foi depois expandida para o que é hoje o Palácio das Necessidades e a terceira a quinta da Ajuda reservada para a edificação de uma residência real de Verão. Ali é rasgada a Calçada da Ajuda e junto a Belém construído um cais, não chegando no entanto nenhum palácio a ser projectado.

### Período Pombalino

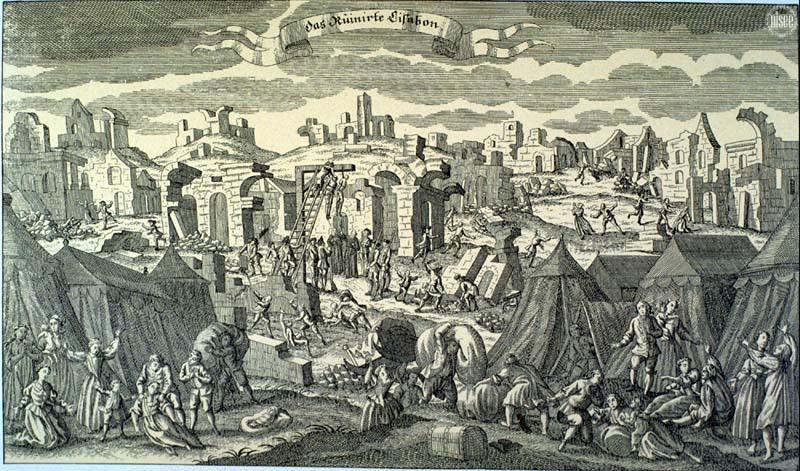
Reconstrução de Lisboa. Em primeiro plano as tendas provisórias, ao centro um enforcamento. Ao fundo as ruínas de Lisboa.

A utilização da quinta da Ajuda como Paço Real deu-se no rescaldo do Terramoto de Lisboa a 1 de Novembro de 1755 já no reinado de Dom José I. O terramoto destruiu praticamente toda a cidade de Lisboa, incluindo a residência do Rei, o velho Palácio da Ribeira, cujo complexo abraçava o Terreiro do Paço, junto ao Rio Tejo. O facto não criou apenas danos materiais, mas criou também uma fobia na população lisboeta sobrevivente que receava agora uma réplica ou até um segundo abalo.
Embora a família Real e a Corte se encontrassem nesse dia em Belém, zona ocidental da cidade onde os efeitos do terramoto não se fizeram sentir com tanta intensidade, o Rei ficou tão perturbado com o acontecimento que se recusou a viver em edifícios de alvenaria. D. José mandou então erigir no alto da Ajuda, local de pouca actividade sísmica, um palácio de madeira e pano, a que se chamou Real Barraca ou Paço de Madeira.
A obra só se concluiria em 1761. Esta construção obedecia, no seu início, a dois princípios: resistência a sismos (graças aos seus materiais de construção) e inexistência de alvenaria. O rés-do-chão e o primeiro andar, obedeceram ao traçado de Petrone, Mazone e Veríssimo Jorge.
Os seus interiores foram decorados com o melhor e mais belo mobiliário e grandes e preciosas peças de tapeçaria, pintura e ourivesaria. A estrutura cresceu tanto que era maior em área do que o palácio existente hoje em dia.
Ali esteve sediada a corte durante cerca de três décadas numa luxuosa atmosfera da época áurea do Despotismo Esclarecido suportado pelo que as remessas de ouro e brilhantes do Brasil ainda permitiam.
Em 1768 o primeiro jardim botânico de Lisboa foi construído em redor do palácio por ordem do ministro Sebastião José.
Na Real Barraca viveria D. José até morrer, em 1777.

### Período da Regência

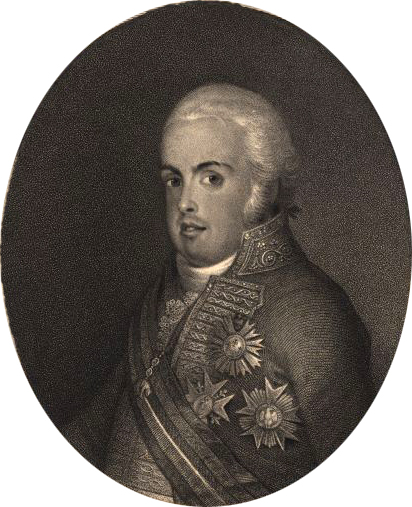
D. João, Principe Regente

À data da morte do Rei D. José a sua filha e sucessora, D. Maria I habitava, desde o seu casamento com D. Pedro III, o Palácio de Queluz. A Real Barraca ficou durante poucos anos secundarizada embora fosse muitas vezes visitada pela Rainha e seus filhos.
Desde 10 de Fevereiro de 1792, por demência da Rainha, o príncipe D. João futuro D. João VI passou dirigir os negócios públicos, efectuando despacho dos decretos em seu nome; a 15 de Julho de 1799, e até subir ao trono, assumiu o poder sob o título de Príncipe Regente e passou a governar o reino.
Em 1794, e segundo os registos, por descuido de um criado com uma candeia, deflagra-se um enorme incêndio que destrói por completo a Real Barraca e grande parte do seu valioso recheio — tapeçarias, pinturas, ourivesaria, mobiliário — é totalmente consumido pelo fogo.
Salva-se a Torre da Paroquial graças à demolição durante o incêndio de um passadiço que a ligava à Real Barraca. Há algumas peças do recheio do Paço que resistiram ao incêndio expostas hoje em dia no Museu do Palácio Nacional da Ajuda. E curiosamente há registo de terem sido encontrados nos escombros restos de estrutura em alvenaria construída para suportar o segundo andar.

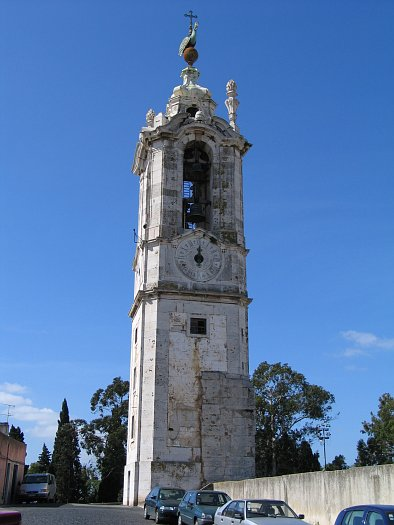
Torre da Paroquial vulgo Torre do Galo.

É agora necessário construir um novo palácio digno de acolher a Família Real. Esta não era uma nova ideia, mesmo no tempo de D. João V e do velho Paço da Ribeira, esse projecto já existia. Muitos historiadores afirmam que se não fora o Terramoto, D. José teria muito provavelmente concluído um tal projecto em vez da estrutura provisória que acabara por arder.
O Príncipe D. João aprova a construção de raiz de um novo palácio. A traça do plano é de Manuel Caetano de Sousa (1742–1802) que apresenta um projecto Barroco, sendo o lançamento da primeira pedra celebrado a 9 de Novembro de 1795. Note-se a peculiaridade da aprovação de um importantíssimo projecto de estilo Barroco no final do século XVIII. Ainda no início desta construção, chegaram a Portugal dois arquitectos vindos da escola de Bolonha e seguidores da nova corrente de inspiração neoclássica, que exerceram influência junto do Príncipe D. João pondo este de parte o projecto Barroco. Estes dois arquitectos eram Francisco Xavier Fabri (1761–1817) e José da Costa e Silva (1747–1819) e foram encarregados em 1802, de modificar o anterior projecto. Foi José da Costa e Silva que defendeu o aproveitamento da estrutura já construída adaptando-a ao novo projecto.
As obras iniciadas em 1795, foram interrompidas passado pouco tempo, por falta de recursos, tendo os trabalhos recomeçado em 1802. Neste mesmo ano, Caetano de Sousa faleceu, deixando o Palácio entregue aos dois arquitectos referidos.
Costa e Silva e Fabri mantendo o que estava então construído, introduziram as necessárias alterações de forma a tornar o novo palácio real mais digno, sério e majestoso. O plano geral foi simplificado e reduzido, tal como a ornamentação, agora bastante mais cuidada.

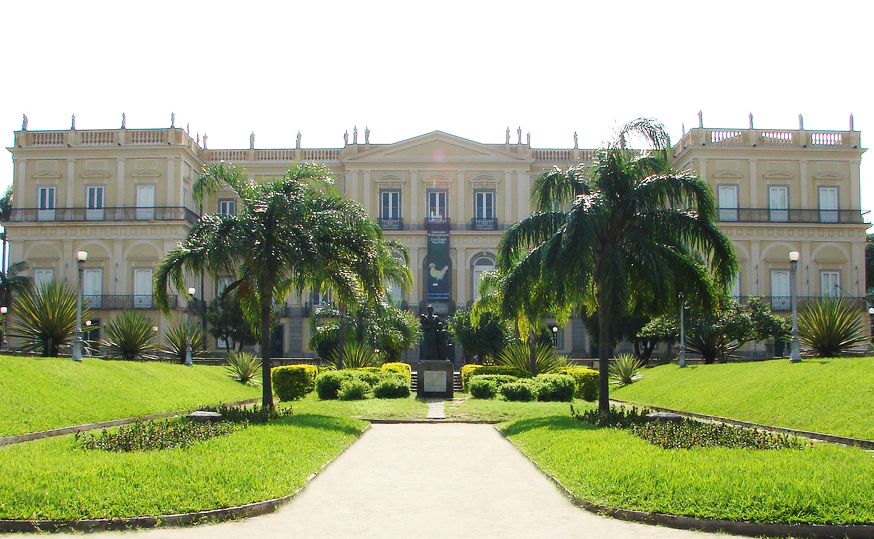
Fachada do Paço de São Cristóvão, Palácio Imperial da Quinta da Boa Vista.

A construção do novo edifício é interrompida em várias ocasiões dados os recorrentes problemas, a nível nacional, de ordem financeira e política. Sublinham-se as Invasões Francesas que, em 1807, resultam na transferência da Família Real e da Corte para o Brasil.
Em 1807 estavam já definidas as equipas de pintores, escultores e decoradores, no entanto, a chegada a Lisboa das tropas napoleónicas comandadas por Junot tiveram como resultado e mais uma vez a interrupção das obras na Ajuda. Com Costa e Silva no Brasil, foi Fabri quem comandou as obras entre 1813 e 1817, introduzindo novas alterações inclusivamente arquitectónicas da qual resultou nova planta. O modelo de Fabri era, com certeza, a Reggia di Caserta, desenhada por Luigi Vanvitelli.
É do Palácio da Ajuda que o Príncipe D. João escreve aos seus súbditos antes de partir para o Brasil. Embora as Invasões não tenham sido o directo responsável — uma vez que os registos indicam que o enviado de Napoleão Bonaparte, o General Junot, deu ordem para que as obras no palácio não parassem — a construção simultânea de um Paço Real no Brasil, o Paço de São Cristóvão (significativamente danificado num incêndio ocorrido na noite de 02 de Setembro de 2018), e restantes obras importantes na colónia acabaram por desequilibrar os investimentos no Reino a favor do Brasil.
Como tal, ao longo da primeira metade do século XIX, as obras prosseguem com lentidão, nelas trabalhando importantes artistas nacionais: Domingos Sequeira (1768–1837), Arcangelo Foschini (1771–1834), Cirilo Wolkmar Machado (1748–1823), Machado de Castro (1731–1822), Joaquim José de Barros Laborão (1762–1820) e João José de Aguiar (1769–1834), que se dedicam à decoração dos tectos e fachadas.

### Período do Liberalismo

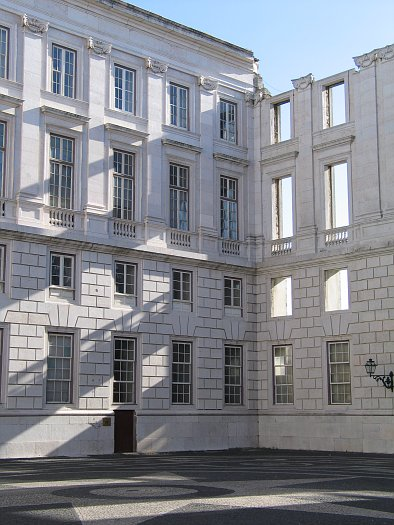
Fachada interior do Palácio. É visível o lado direito inacabado. Os últimos acabamentos, como os capitéis e janelas do último andar (falso) foram feitos só em meados do século XX.

Tendo António Francisco Rosa assumido a condução dos trabalhos, em 1818, as obras prosseguiram em ritmo pouco acelerado, assim, quando em 1821, D. João VI regressou do Brasil (na sequência da revolução liberal de 1820), o Palácio ainda não estava concluído. As instalações permitiam apenas a realização de cerimónias protocolares, tais como a investidura da Ordem da Jarreteira a D. João VI, em 1823. Foi por estas condições que o monarca foi viver para o Palácio da Bemposta, onde veio a falecer a 10 de Março de 1826.
A partir desta data, as cortes insurgiram-se com as verbas gastas na Ajuda, pelo que as obras se reiniciaram em 1826 por iniciativa de D. Isabel Maria, que procurou tornar o palácio habitável. O projeto foi reduzido a metade, ou seja, a um único bloco.
As alas nascente e sul do Paço da Ajuda eram já habitáveis, e a decoração dos seus interiores foi orientada pela Marquesa de Alorna convidada para esse efeito. Depois da morte do Rei e ainda neste mesmo ano de 1826 vêm residir para o novo Paço Real a agora Infanta Regente D. Isabel Maria e suas irmãs D. Maria da Assunção e D. Maria Francisca Benedita.
No campo da decoração, o átrio seria ocupado por inúmeras esculturas inspiradas na iconologia de Cesare Ripa e traçadas por Machado de Castro que era o responsável por esta área desde 1802. Nestas esculturas executadas por este mestre e os seus discípulos, reconhece-se o fim de um período, bem como o novo classicismo patente na obra de João José de Aguiar.
Em 1828 D. Miguel I é aqui aclamado Rei pelos Três Estados reunidos na sala das Cortes, hoje Sala da Ceia.
D. Miguel I chega a habitar o Paço da Ajuda por cerca de seis meses enquanto o Palácio das Necessidades sofre algumas alterações para ser a sua futura residência oficial.
Iniciados os confrontos entre as facções liberal e absolutista, o País entra num clima de frágil estabilidade e as obras que prosseguiam lentamente paralisam em 1833 com a entrada das tropas liberais em Lisboa.
Restabelecido o regime liberal com a vitória das suas tropas, D. Pedro assume o poder como Regente até à maioridade da sua filha D. Maria II e jura na Sala do Trono do Paço da Ajuda, a 30 de Agosto de 1834, a Carta Constitucional.

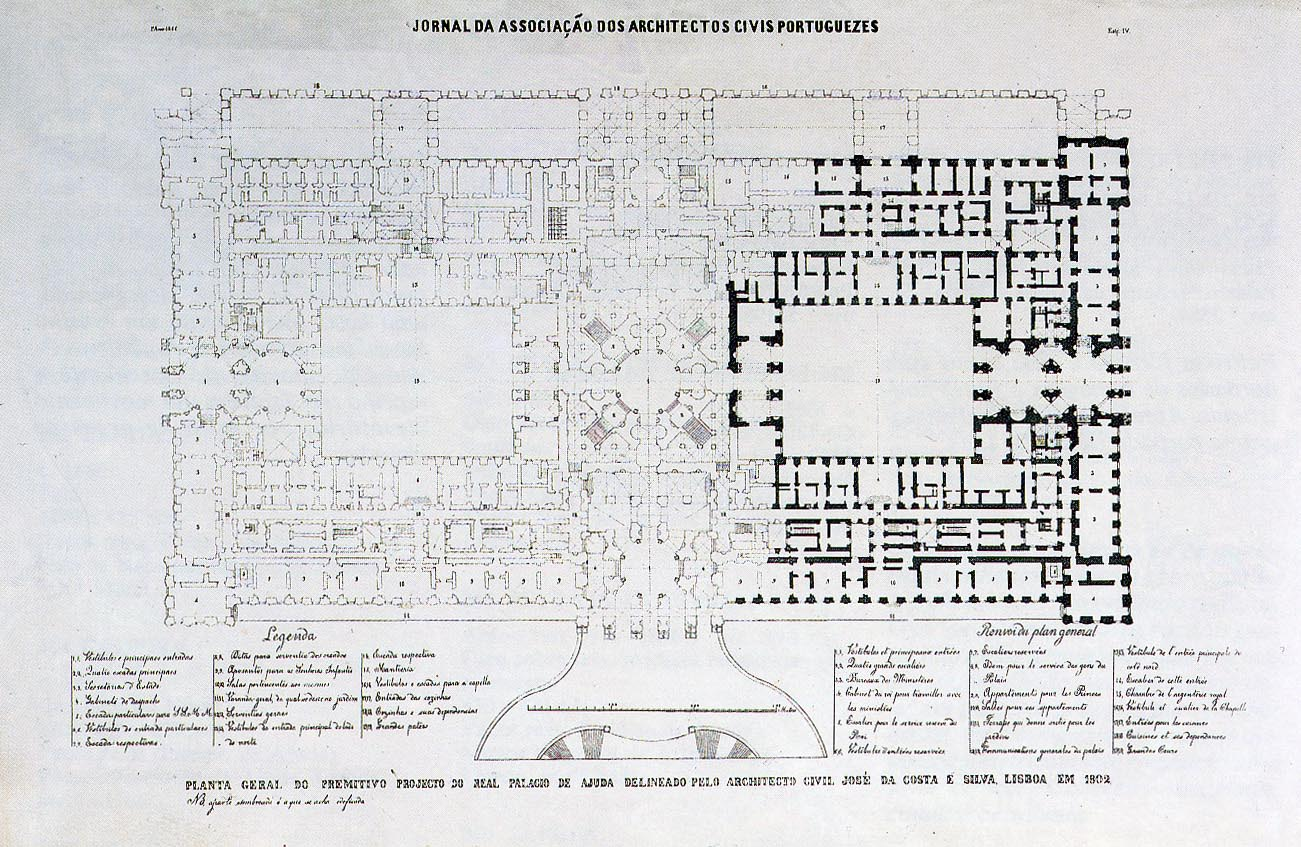
Planta do plano integral do Palácio. A parte sombreada é a que se acha edificada.

Por esta altura e por várias razões, já havia sido posta de parte a realização do plano integral do palácio. De facto, o conceito do poder centrado num grande palácio (como seria o Paço da Ajuda caso completado), de onde o Rei tomava as suas decisões rodeado da sua Família, Corte e Ministros podia ter-se encaixado no panorama político da época da Regência e do Novo Regime mas já não teria o mesmo cabimento na nova perspectiva Liberal. Em 1833, foi dada primazia à adaptação do Mosteiro de São Bento (encerrado nesse ano) a Palácio das Cortes, (mais tarde Palácio de São Bento), para albergar as câmaras parlamentares.

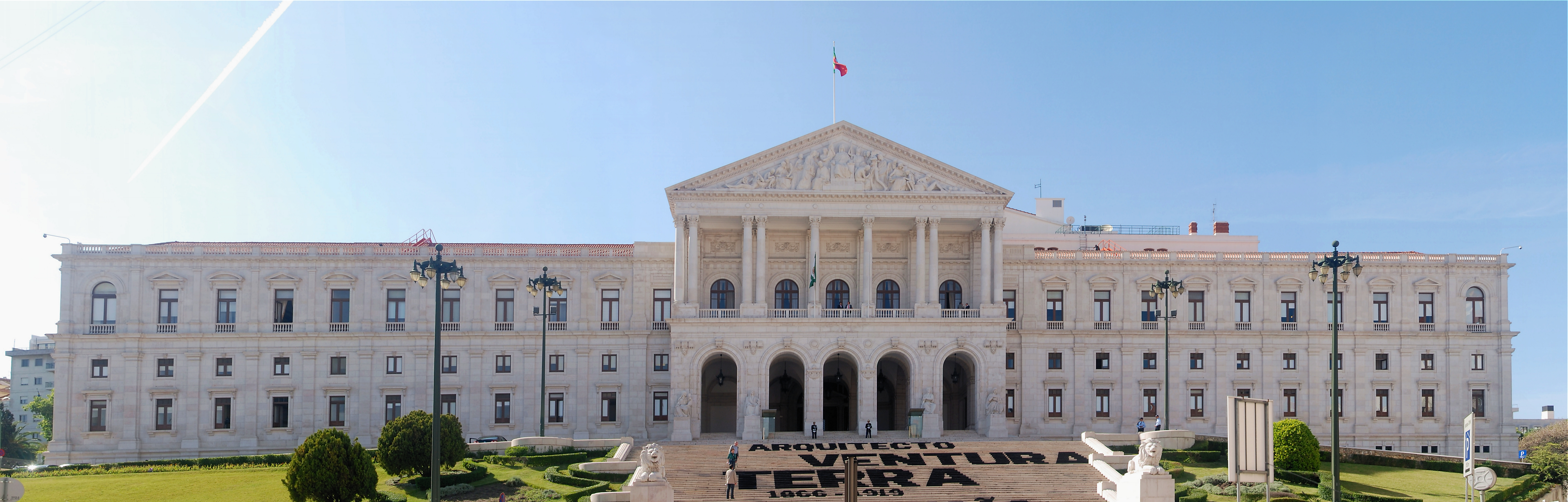
O Palácio de São Bento

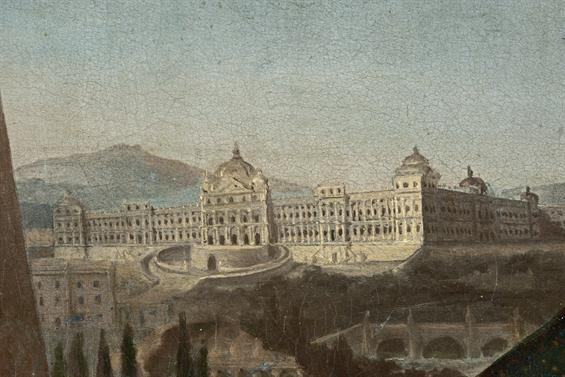
Representação do aspecto que o Palácio teria tomado se concluído. Detalhe de um retrato do Príncipe Regente, datado de 1802, por Domingos Sequeira.

Além disso, D. Maria II e seu segundo marido, o Rei-consorte D. Fernando II habitavam o recém-adaptado Palácio das Necessidades. O Paço da Ajuda passa assim novamente a um plano secundário — novamente, visto ter acontecido o mesmo com a Real Barraca na época da Rainha D. Maria I — assistindo-se apenas à realização de algumas cerimónias de beija-mão nos dias festivos da Corte.
O Palácio da Ajuda fica assim reduzido a esporádicas cerimónias oficiais, mesmo depois da morte da Rainha D. Maria II, e durante o reinado do Rei D. Pedro V que chega a utilizar o Palácio para celebrar a sua Aclamação e Casamento e para visitar o seu amigo e bibliotecário real Alexandre Herculano. D. Pedro V reside com o seu pai e irmãos no Palácio das Necessidades. Seria, no entanto, uma tragédia que viria a a acabar com esta secundarização do Paço da Ajuda.

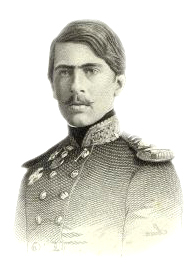
Rei D. Pedro V

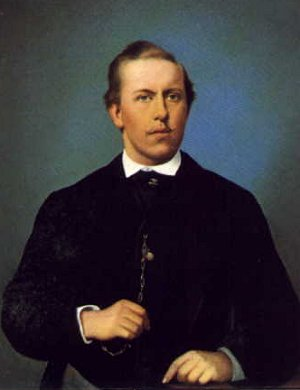
Rei D. Luís I

### Reinado de D. Luís
Em 1861 dá-se uma enorme tragédia no seio da Família Real. No final desse ano os Infantes D. Fernando e D. Augusto adoecem com febre tifóide. Acamados no Palácio das Necessidades, acabam por contagiar também o seu irmão o Rei D. Pedro V. A 6 de Novembro, o Rei moribundo ouve o dobrar dos sinos pela morte do seu jovem irmão de 15 anos, o Infante D. Fernando.
Enquanto isto, os Infantes D. Luís (futuro D. Luis I) e D. João, ausentes em viagem — pois levavam a sua irmã, a Infanta D. Antónia para junto do marido na Bélgica — haviam recebido notícias da grave enfermidade dos Infantes e do contágio do Rei. D. Luís e D. João tinham já zarpado de França em direcção a Lisboa. Ao aportar em Lisboa, D. Luís foi recebido pelos dignitários que, dobrando o joelho, o trataram por “Majestade”. O Rei D. Pedro V, seu irmão, havia falecido a 11 de Novembro, e D. Luís ficou a saber ao mesmo tempo da morte de D. Fernando. D. Augusto melhora, mas o recém-chegado D. João é contagiado e acaba por sucumbir a 27 de Dezembro.
Geram-se tumultos, superstições, teorias e todas as vozes aconselham D. Luís a deixar o Palácio das Necessidades. D. Luís I muda-se por alguns meses para o Palácio de Paço de Arcos, enquanto se iniciam as obras de adaptação do Palácio da Ajuda. Ao mesmo tempo, numa negociação apressada é escolhida uma princesa, Maria Pia de Saboia, filha do novo e primeiro Rei de Itália Victor Emanuel II. Agora no centro das atenções o Palácio da Ajuda adquire a verdadeira dimensão de Paço Real, será a partir desse ano de 1861 e pela primeira vez na sua história, a Residência Régia.
Para acolher o novo Monarca e a sua futura e já exigente (por carta) Rainha de 14 anos, foram realizadas as obras indispensáveis na estrutura do edifício como telhados, madeiramentos, janelas. Foram grandes encomendas de tapetes, luminária, e móveis.

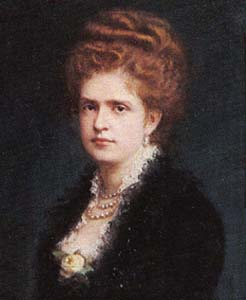
Rainha D. Maria Pia

Tudo para dotar os espaços de um conforto mínimo, que permitisse a sua habitação.
A Rainha Maria Pia (1847–1911), ao chegar à Ajuda em 1862, iniciou aquelas que foram as grandes alterações na decoração interior.
Foram introduzidas novas regras de higiene, de conforto, de privacidade e de individualidade dos espaços, características da mentalidade burguesa do século XIX.

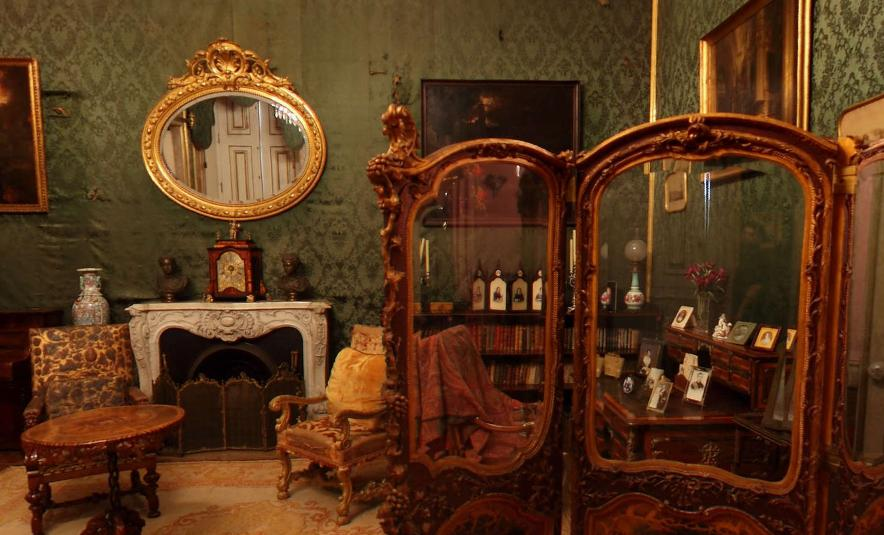
Sala Verde do Palácio

A decoração, embora fosse gerida quase totalmente ao gosto da Rainha, era organizada e executada pelo arquitecto Joaquim Possidónio Narciso da Silva, cujos princípios decorativos se aproximavam do gosto de Maria Pia.

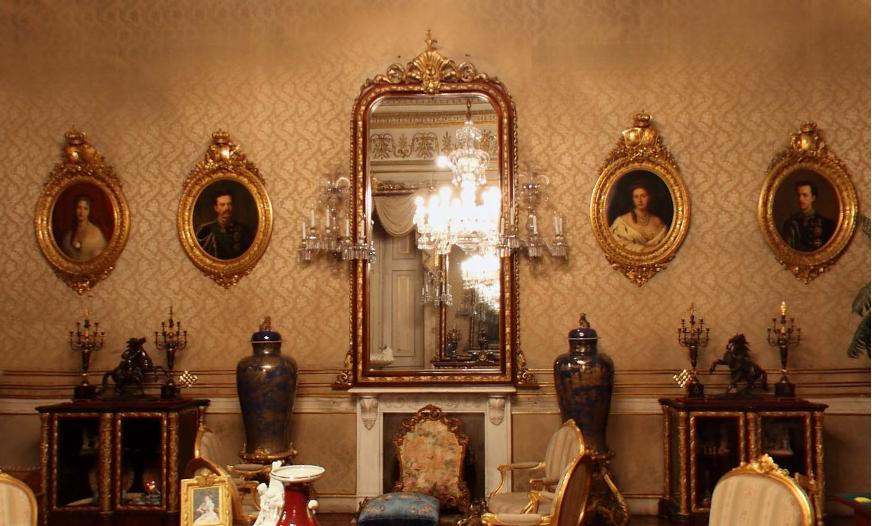
Sala Azul do Palácio

Assiste-se à compartimentação de grandes salas, como o antigo Vestíbulo, divido em três, uma sala (Jardim de Inverno) ladeada por duas antecâmaras (Gabinete de Carvalho e Sala de Saxe). Dá-se a introdução de novas divisões, tais como casas de banho dotadas de banheira e águas correntes, casa de jantar (chamada «da Rainha») para as refeições diárias da família e zonas de lazer de que são exemplo as Sala da Música, a Sala Azul e o Jardim de Inverno. O Bilhar, o Atelier de Pintura e a Sala Chinesa. Apenas o majestoso quarto de D. Maria Pia, alcatifado e com decoração estilo Napoleão III e o seu escritório (Sala Verde) preparados por D. Luís como surpresa para a chegada da Rainha ficaram intocados. Estes grandes aposentos da Rainha contrastavam com os reduzidos espaços do Rei. Diferentes em personalidade, eram notáveis a simplicidade e humildade de D. Luís perante o perfil verdadeiramente principesco e imponente de D. Maria Pia. Essa relação entre os dois manifestava-se de forma concreta na distribuição dos espaços e elementos decorativos do Palácio.
Maria Pia manda construir uma capela, assinada pelo arquiteto modernista Miguel Ventura Terra à época (por volta de 1897) um recém-licenciado arquiteto, bolseiro da Escola de Beaux-Arts de Paris. A capela que estava fechada desde 1910 foi reaberta em 2014, após restauro. Na capela encontram-se várias pinturas como a Virgem e o Menino do pintor José Veloso Salgado que está no altar e o único El Greco em Portugal. Com paredes pontuadas de estrelas douradas, tecto de madeira e umas grandes portas com elegantes ferragens, a capela, localizada na zona dos aposentos da família real, está dividida em três partes: uma câmara de entrada, o corpo da capela e a sacristia.

Salão de Bailes e banquetes de estado do palácio. Ainda hoje é utilizado pela Presidência da República.

A Ajuda é dos poucos Palácios Reais que mostra esse lado familiar tão marcado, ao ponto de ser ele mesmo espelho dessa relação. Como é o caso da subdivisão em pequenos espaços do quarto de D. Luís em escritório, toilette, quarto de dormir e casa de banho bem ao estilo de um Marinheiro. Todas estas alterações decorativas exigiram alterações feitas desde as paredes e tectos, agora pintados ou forrados de novo, ao soalho, com a colocação de «parquets» ou revestimentos de alcatifa.
O recheio (mobiliário, têxteis e objectos decorativos em geral) tinha várias origens. Parte era proveniente das reservas dos Paços Reais e do Tesouro. Outra parte foi sendo adquirida às inúmeras casas portuguesas e estrangeiras da especialidade, sendo D. Maria Pia uma célebre impulsionadora e utilizadora da compra por catálogo, novidade na época. Os restantes elementos, seriam presentes de diferentes Casas Régias, assim como o enxoval trazido de Itália por D. Maria Pia.

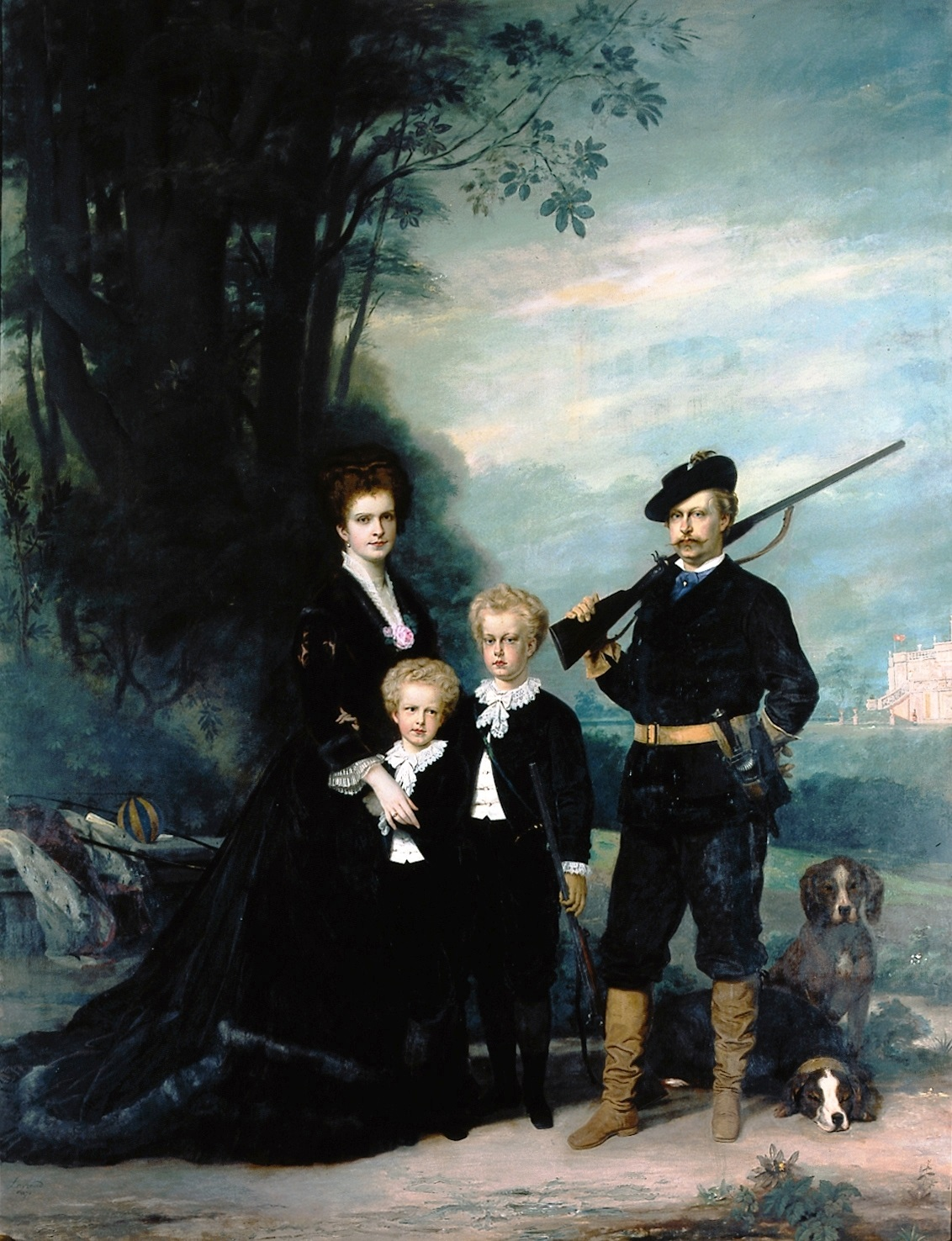
Família Real A Rainha, o Infante D. Afonso, o Príncipe D. Carlos, e o Rei D. Luís. Ao fundo à direita, o Paço de Queluz com o estandarte dos Bragança. Ano de 1876.

O Palácio da Ajuda tornou-se simultaneamente cenário das festas de grande gala — banquetes e recepções oficiais — bem como de acontecimentos ligados ao quotidiano da Família Real: concertos de música de Câmara, serões animados por diversos artistas, partidas de jogo de bilhar, whist, e o Loto. D. Maria Pia pedia muitas vezes a D. Luís a Sala do Despacho para organizar o Natal e o Carnaval.

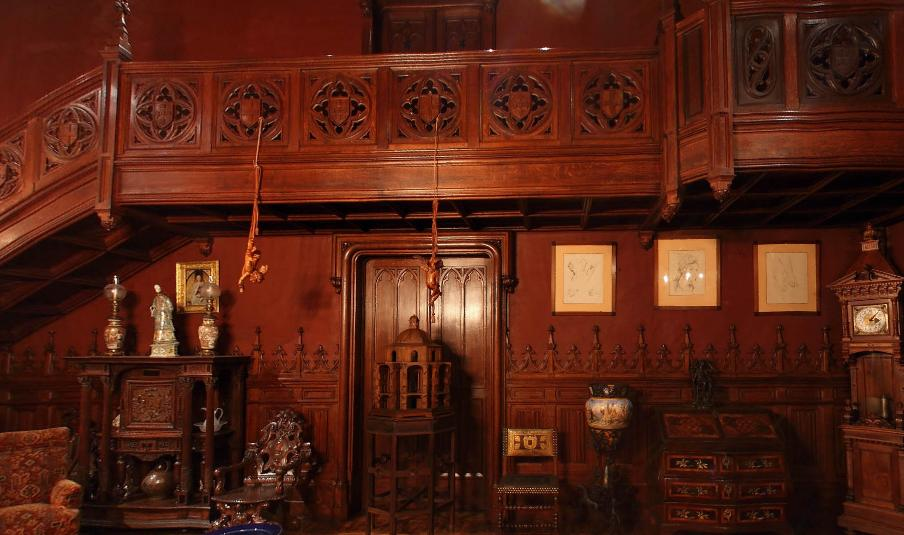
Sala de Pintura

Aqui nasceram os príncipes D. Carlos (1863–1908) e D. Afonso (1865–1920) ficando a sua infância indubitavelmente ligada a este Palácio.
O reinado de D. Luís decorrera sob o signo da paz, da estabilidade, do progresso, distinguindo-se o rei pela sua isenção política, tolerância e respeito pelas várias correntes partidárias. É durante este período que se irão desenvolver diversas actividades nos mais variados domínios.
D. Luís era amante de todas as Artes. Destaca-se a criação, com a ajuda de seu pai D. Fernando, da Galeria de Pintura na ala Norte do Palácio da Ajuda, onde é reunida grande parte da colecção real que, abrindo ao público em 1869, acaba por encerrar em 1875.
Além das obras e decorações acima referidas, foram feitas várias outras intervenções no palácio durante o reinado de D. Luís. Entre elas os arranjos para o casamento do Príncipe Herdeiro D. Carlos com a Princesa de França, Amélia de Orleães, que incluíram o novo mobiliário da Sala da Ceia, e o revestimento da Sala do Trono.
Os antigos aposentos dos Príncipes também foram mudando enquanto estes foram crescendo, tendo os de D. Carlos desaparecido por ocasião do seu casamento e da sua mudança para o Palácio de Belém que fora alvo de melhoramentos para passar a ser a Residência Oficial dos Duques de Bragança.
Nos últimos anos de vida, D. Luís era um homem doente e o seu quarto abafado, repartido e com pouca luz, teve de ser trocado por ordem dos médicos. D. Luís passou contrariado, para o andar nobre, para um quarto relativamente maior mas com muito mais respiração e luz, facto que contribuiu para uma relativa melhoria na saúde do Rei.
Também a Sala de Jantar da Rainha, última das obras do Palácio, só ficou pronta pouco tempo depois da morte do Rei em 1889.

### Últimos anos da Monarquia

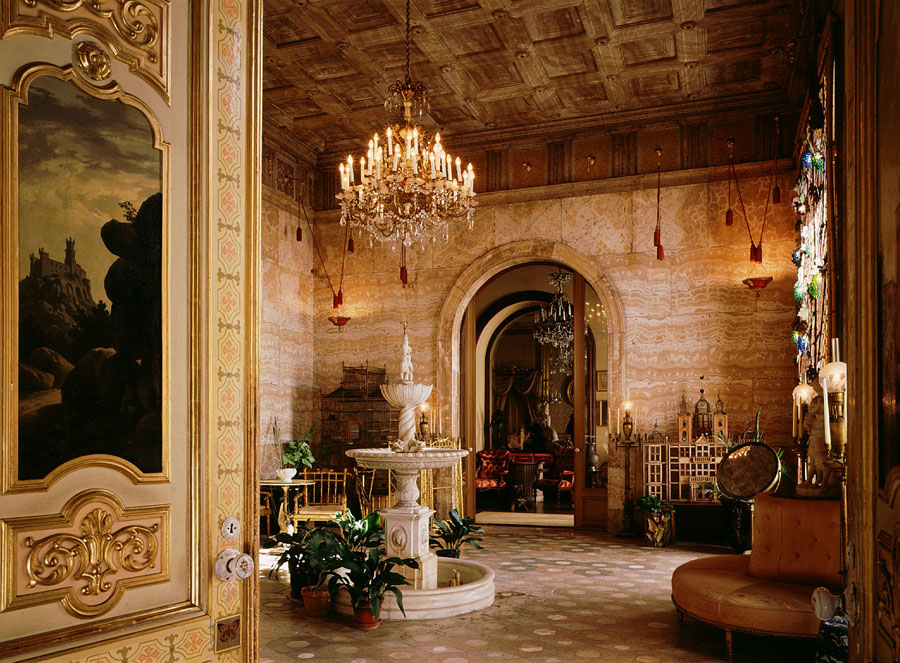
Vista do Jardim de Inverno, ao fundo o Gabinete de carvalho.

Depois da morte de D. Luís em 1889 é D. Carlos, seu filho quem ocupa o trono ao lado da Rainha D. Amélia. Por essa altura D. Carlos e D. Amélia viviam em Belém com os seus filhos, o Príncipe Real D. Luís Filipe e o Infante D. Manuel (futuro Manuel II). O Palácio da Ajuda passa novamente para segundo Plano. Fica a habitá-lo a Rainha Mãe, D. Maria Pia, e o seu filho o Infante D. Afonso. Sendo reservadas dentro do palácio algumas salas do andar nobre para as cerimónias oficiais do novo reinado.
Aqui decorreram os banquetes e recepções de estado em honra de Eduardo VII de Inglaterra, Afonso XIII de Espanha, Guilherme II da Alemanha, Émile Loubet, Presidente da República Francesa, entre outros convidados de estado que visitaram Portugal durante o reinado de D. Carlos.
A 1 de Fevereiro de 1908 é assassinado o Rei e o Príncipe herdeiro D. Luís Filipe. Sobe ao trono D. Manuel II, que reside nas Necessidades continuando o Paço da Ajuda reservado para cerimónias de Estado. D. Maria Pia residiu no palácio até Outubro de 1910, data em que toda a Família Real saiu de Portugal na sequência da instauração da República.

### Da Primeira República à actualidade

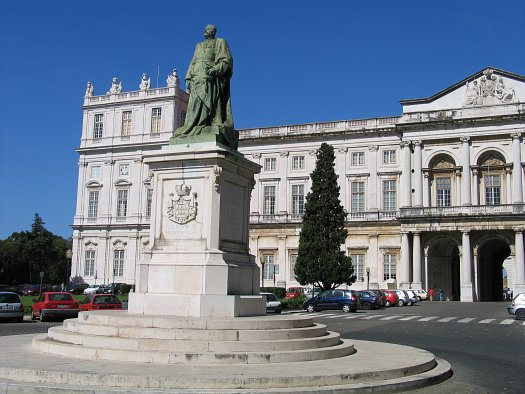
Palácio da Ajuda e Estátua de D. Carlos I, Lisboa, Portugal.

Nos primeiros anos da República o palácio é encerrado, mas a preocupação da República com o património ali guardado foi grande e todos os bens dos paços reais foram cuidadosamente inventariados. Numa segunda fase, grande parte dos Paços Reais foi quase totalmente esvaziada e os seus recheios armazenados no Palácio da Ajuda.
Como casa-mãe das colecções Reais o Palácio reabre em 1938 como Museu.
Em 1954 é inaugurada a Casa Forte onde é exposta a colecção das Jóias e Pratas da Coroa.
Como o Palácio continuava inacabado, nos anos 1940 Raul Lino é por duas vezes encarregado de projectar o remate do edifício. Nenhum destes projectos foi realizado.
Em 1974, de 23 para 24 de Setembro, um grande incêndio destrói a Galeria de Pintura de D. Luís e parte da ala norte. Segundo relatos da imprensa, neste incêndio teriam sido destruídas grande parte das obras de arte ali existentes, num número aproximado de 500 quadros. Um desses quadros, com autoria atribuída a Rembrandt (auto-retrato), terá sido negociado em Paris, no Palácio Galiera, em fins de Novembro de 1974, e um outro, da autoria de um famoso pintor italiano do século XIX, representando militares a cavalo, terá sido negociado pela Casa Christie's, de Londres, nos princípios de 1975.
Em 1987 o Arq.º Gonçalo Byrne é convidado a desenhar a ala poente, que continua por rematar.
O Museu do Palácio contem um verdadeiro e único espólio de artes decorativas com colecções que vão do século XV ao século XX e apresenta em dois pisos distintos os apartamentos privados e as salas nobres para os dias de gala.
Hoje, tal como durante a monarquia, é utilizado pelo Estado português para cerimónias oficiais. 
Como curiosidade, hoje também é palco de audições do Conservatório Nacional, quer da área do Canto, quer da Música Antiga, passando pelas várias Orquestras. 

#### Conclusão do Palácio (2018–2021)
Em novembro de 2014 foi anunciado que a fachada inacabada do Palácio Nacional da Ajuda ia ser concluída. Este projeto não inclui apenas a recuperação do edifício, contemplando também a instalação, em permanência, das joias da Coroa Portuguesa no Palácio. Na exposição inclui-se uma pepita de ouro considerada a maior do mundo. Guardados no cofre da Casa da Moeda. Vão ser usados os 4,4 milhões de euros, respeitantes ao seguro das Joias da Coroa Portuguesa roubadas na Holanda em 2002 para este projeto.
As obras começaram em fevereiro de 2018 e terminaram em 2020, com um orçamento inicial de 15 milhões de euros, o orçamento subiu para 21 milhões de euros, devido à requalificação do espaço público envolvente, à criação de um restaurante e ao projeto de segurança que exige a exposição do Tesouro Real.
A totalidade do projeto, que também inclui a requalificação do espaço público na Calçada da Ajuda, teve um valor de investimento de 31 milhões de euros, maioritariamente viabilizado pelo Fundo de Desenvolvimento Turístico de Lisboa.
Nas obras vai ser concluída a fachada poente do edifício, em estilo modernista, onde ficará instalada a Exposição Permanente do Tesouro Real, com milhares de exemplares das jóias da coroa e tesouros da ourivesaria da Casa Real, num espaço expositivo que será uma caixa forte com apertadas medidas de controlo e de segurança.

### Coleções do Palácio
O Palácio tem importantes coleções de artes decorativas do século XV ao século XX, sendo de destacar os núcleos dos séculos XVIII e XIX, nomeadamente de: ourivesaria, joalharia, têxteis, mobiliário, vidro e cerâmica, bem como as coleções de pintura, gravura, escultura e fotografia.

#### Cerâmica
O acervo de cerâmica conta com cerca de 17.000 peças em porcelana, faiança e grês, assumindo um papel de relevo nas artes decorativas expostas. Representativo das correntes estilísticas do Séc. XIX, inclui exemplares datados do séc. XVI ao início do séc. XX.

#### Escultura
A colecção de escultura é composta por cerca de 400 obras, produzidas maioritariamente entre a primeira metade do século XIX e a segunda década do século XX. Deste espólio fazem parte obras em mármore, bronze, madeira, marfim e gesso, das escolas italiana, portuguesa e francesa. Os valores escultóricos apresentados relacionam-se ao paradigma oitocentista, que varia entre o neoclassicismo, romantismo, naturalismo e realismo e expressões de modernidade.

#### Fotografia
Colecção notória pela variedade de autores e espécies reunidas, é uma colecção que permite traçar a história da fotografia em Portugal. É constituída por múltiplas tipologias, com inúmeros formatos e tipos de suporte onde estão representados mais de 300 fotógrafos.

#### Joalharia
Esta colecção caracteriza-se por uma grande diversidade de tipologias e proveniências de finais do século XVII a finais do século XIX. Por questões de segurança, e de autenticidade dos interiores do palácio, a maioria das peças de joalharia não se encontra, exposta ao público.
Dentro desta colecção distinguem-se dois grandes núcleos:
As Joias da Coroa Portuguesa, constituídas por peças predominantemente do século XVIII e de produção nacional. É um conjunto heterogéneo, pela diversidade de tipologias, apresentando no entanto, como característica comum, a excelência dos materiais e mestria técnica e artística. Incluem-se neste núcleo as jóias de adorno, as armas que complementam os uniformes de gala, sumptuosas insígnias honoríficas, nacionais e estrangeiras e ainda alguns minerais em bruto, provenientes das explorações auríferas e diamantíferas brasileiras.
As Jóias do Quotidiano que são constituídas por várias tipologias de adorno para uso corrente, no qual predominam os exemplares oitocentistas, provenientes das oficinas nacionais, mas também das oficinas francesas e italianas.

#### Metais
Esta colecção integra um vasto e heterogéneo acervo de peças de carácter utilitário e decorativo, maioritariamente, do século XIX. Inclui objectos de uso doméstico, bem como objectos decorativos de grande requinte e qualidade técnica, executados em bronze, latão e cobre, entre outras. É uma colecção que representa os revivalismos históricos e a influência do oriente nas artes decorativas, testemunhando igualmente a influencia da industria na arte de trabalhar os metais durante o século XIX.

#### Mobiliário
Reunido pela casa real ao longo da 2ª metade do século XIX, o mobiliário do Paço da Ajuda, é um espelho das colecções europeias suas congéneres. Continuamente enriquecida, a colecção exemplifica o eclectismo e os contrastes, conforme gosto da época: múltiplos estilos europeus com influências orientais, exóticas e naturalistas, aliado à exigência do conforto e da funcionalidade dos móveis. Colecção de autores portugueses e estrangeiros: Leandro Braga, Sormani, Lelarge, I. Lebas, C. Chevigny, Giroux, Quignon, Boudet, M. Krieger e Escalier de Cristal, entre outros. Cerca de 80% da colecção encontra-se nos ambientes criados pela família real, em disposição assegurada por critérios históricos.

#### Ourivesaria
A colecção de ourivesaria é composta por uma grande diversidade de tipologias e proveniências, do século XIV a inícios do século XX. Distinguem-se na sua constituição três núcleos: pratas da coroa, ourivesaria religiosa e pratas decorativas e utilitárias.
O núcleo das pratas da coroa reúne peças entre os séculos XVII e XX. Neste núcleo assumem particular importância a principal baixela da coroa, a Baixela Germain, encomenda do rei D. José I a François Thomas Germain na segunda metade do século XVIII; bem como prata de aparato da casa real portuguesa, constituída maioritariamente por salvas e gomis de grande valor artístico, que testemunham de forma única a produção artística portuguesa dos séculos XV, XVI e XVIII.
A ourivesaria religiosa reúne objectos na sua maioria dos séculos XVIII e XIX. Inclui exemplares utilizados nas capelas dos paços reais e bens da casa real após a extinção das ordens religiosas em 1834.
O núcleo das pratas decorativas e utilitárias é constituído por objectos relacionados com o quotidiano do palácio, muitos deles adquiridos pela rainha D. Maria Pia, na segunda metade do século XIX. Alguns destes objectos estão incluídos no percurso museológico, de acordo com a reconstituição histórica dos ambientes do século XIX. Destacam-se as produções das oficinas nacionais, francesas, inglesas, austríacas e italianas, sendo quantitativamente o núcleo mais representativo desta colecção.
Por questões de segurança, a maioria das peças de ourivesaria não se encontra, exposta ao público.

#### Pintura
Colecção constituída por mais de 450 quadros a óleo, aos quais se devem acrescentar aproximadamente 880 exemplares, entre aguarelas, desenhos, pastéis e esboços. Tem na sua origem exemplares herdados das colecções reais, parte delas integraram o espólio da Galeria de Pintura do Rei D. Luís. Estão representados pintores portugueses e de várias escolas europeias, principalmente dos séculos XVIII e XIX. A colecção oferece uma temática diversa, com destaque para o núcleo de pintura áulica (pintura relativa ao palácio e à corte).

#### Têxteis
Colecção formada a partir do acervo da antiga Casa Real. A colecção de têxteis caracteriza-se por uma grande diversidade de tipologias, técnicas, locais e datas de origem. É composta por objectos artísticos das antigas colecções reais, datados dos séculos XVII e XVIII, em particular, as colecções de tapeçarias europeias setecentistas, panos de porta e de paramentos da Real Capela, indumentária e peças ornamentais e de um conjunto de objetos ligados ao quotidiano da Família Real, da segunda metade do século XIX e primeira década do século XX, até à implantação da república, composta por peças como roupa de casa, tapetes, panos de porta, reposteiros, estofos tecidos e/ou bordados e a paramentaria dos ofícios religiosos.

#### Traje
Constituída fundamentalmente por peças ligadas ao quotidiano da Família Real e do palácio na segunda metade do século XIX. Desta colecção destaca-se os 2 mantos reais, com importante valor simbólico e histórico, os uniformes militares dos reis D. Luís I e D. Carlos I e dos Príncipes, importantes testemunhos de vivências e factos históricos documentados. A colecção tem ainda peças de traje civil de D. Luís, de D. Maria Pia e dos príncipes. Entre os objectos de uso da rainha, destacam-se, como acessórios de traje, uma colecção de leques. É também testemunho das vivências do palácio, embora incompleto, o conjunto do traje dos empregados da Casa Real.

#### Utensílios
A colecção de utensílios e equipamentos é constituída por peças do acervo da antiga casa real portuguesa e algumas doações, maioritariamente do século XIX. Inclui aproximadamente 2000 peças de grande diversidade com técnicas e proveniências diferentes, tal como os antigos equipamentos de cozinha da Casa Real, peças ligadas ao serviço da mesa, estojos de piquenique, de toucador e de pintura, utensílios ligados ao aquecimento do palácio, como salamandras, fogões e acessórios, peças de iluminação, equipamento de fumo, alguns objectos pessoais, entre outros.

#### Vidro
A colecção de vidro do palácio é constituída por cerca de 12.500 peças, provenientes do espólio da antiga Casa Real. Inclui vidro utilitário, decorativo, luminária e vidraça. As peças correspondem, maioritariamente, à segunda metade do século XIX e inicio do século XX, correspondendo ao período (1862–1910) da vivência da rainha D. Maria Pia no palácio e resultando das suas encomendas criteriosas e o seu gosto particular pelo vidro, destacando-se os grandes serviços de mesa. A colecção apresenta exemplos dos principais centros produtores e comerciais do vidro deste período na Europa, destacando-se a Boémia, Itália, França , Espanha , Áustria , Inglaterra , Alemanha e Portugal. Colecção constituída fundamentalmente por peças produzidas de acordo com a técnica do sopro, demonstram as principais tendências e estilos europeus da época.
A colecção de vidro é ainda enriquecida por apresentar elementos decorativos heráldicos e individuais relativos ao rei D. Luís e da rainha D. Maria Pia conferindo assim um carácter singular e único.

### Museu do Tesouro Real
O museu inaugurado em junho de 2022 apresenta em exposição permanente em destaque as joias da coleção real, utilizadas no quotidiano da família real, quer como uso privado quer no âmbito das funções desempenhadas que passavam de geração em geração, para além do vasto acervo das grandes pratas de aparato, ofertas diplomáticas, condecorações, moedas, a famosa baixela Germain e também os materiais preciosos em bruto como as pepitas de ouro, brilhantes, esmeraldas, safiras e diamantes, provenientes das minas brasileiras. O conjunto que tem um simbolismo maior é o das as peças relacionadas com a aclamação dos monarcas, nomeadamente a coroa de Portugal, o ceptro e as tiaras. Estão presentes peças de ourives célebres como Fabergé ou Castellani. Pretende-se que as peças sejam explicadas sob o ponto de vista científico e técnico, mas também histórico e vivencial.
Na abertura da nova ala estão expostas mais de 18 mil pedras que se encontram no Tesouro Real, entre as quais 31 esmeraldas excecionais e todas da mesma cor, o que torna a coleção única.
O novo espaço museológico tem um sistema de segurança do mais alto nível, o núcleo central deste edifício, que se apresenta com uma estrutura em vidro atravessada por lâminas verticais, tem uma caixa-forte com 40 metros de comprimento, dez de altura e dez de largura, três pisos e duas portas em aço, com cinco toneladas e 40cm de espessura cada.
O museu conta com uma exposição permanente pensada em 11 núcleos, que inclui ouro e diamantes do Brasil, moedas e medalhas da Coroa, joias provenientes das antigas coleções particulares de diferentes membros da família real, salvas e pratas portuguesas quinhentistas, as antigas coleções particulares do rei D. Fernando II e do seu filho D. Luís I, ofertas diplomáticas e até a Baixela Germain, assim designada por ter sido encomendada ao ourives François-Thomas Germain após o terramoto de 1755.

### A Pintura Mural
As pinturas murais, iniciadas a partir de 1802, assumem lugar de destaque no palácio, resultado dos programas decorativos realizados nas primeiras décadas do século XIX, que visavam perpetuar as acções gloriosas dos "grandes portugueses" e as qualidades (verdadeiras ou imaginadas) de alguns dos seus soberanos, estando pontualmente acompanhadas de expressões do patriotismo do povo português bem como de signos de cunho religioso, simbolizados através de representações virtuosas obtidas na mitologia clássica ou da iconografia cristã, portanto, nestas pinturas, a alegoria é uma presença constante.
Abaixo indicam-se as pinturas existentes, locais onde foram executadas e respectivo(s) autor(es):
Sala dos Archeiros
- Tecto - Armas de Portugal e Panóplia; Virtude Heróica.
- Sobreporta - Panóplia - Manuel Piolti, Vicente Paulo Rocha, João de Deus Moreira de Lourenço e André Monteiro da Cruz

Sala do Reposteiro
- Sobreporta - Tomada de um castelo - José da Cunha Taborda
- Sanca - Príncipe Regente D. João e Princesa Carlota Joaquina - José da Cunha Taborda
- Tecto - Justiça e Graça Divina repelindo a Ignorância - José da Cunha Taborda

Sala Grande de Espera
- Tecto - Entrada triunfal da Família Real no Tejo; Figura feminina alada; A América despedindo-se da Família Real; A Lusitânia recebendo a Família Real; Divindade marinha - Cirilo Volkmar Machado
- Sobreporta - Neptuno e outras divindades menores - Cirilo Volkmar Machado

Salinha dos Cães
- Tecto - Diana Caçadora - André Monteiro da Cruz
- Sanca - Cena venatória - André Monteiro da Cruz
- Sobreportas - A Paz e a Ciência; O Comércio e a Industria - José da Cunha Taborda

Sala do Despacho
- Tecto - A Aurora transportando a Felicidade Pública seguida da Abundância; Bandeira com as armas de Portugal; A Justiça; A Verdade - Cirilo Volkmar Machado

Quarto de D. Luís
- Tecto Central - Alegoria da Paz com Minerva com ramo de oliveira e maça; Hermes - Cirilo Volkmar Machado
- Sanca/Tecto - Murete com arco ao centro e grifo - Cirilo Volkmar Machado

Quarto da Rainha
- Tecto - A Glória dos Principes; O Povo Português recebendo os louros; A Força e a Fidelidade- Arcângelo Foschini
- Sanca - Caridade; Sapiência Divina; Amor Divino; Temperança - Arcângelo Foschini
- Sobreporta - O Triunfo da Religião sobre a Heresia - Arcângelo Foschini

Escadaria do Cortejo
- Tecto - Apolo e as Musas - Norberto José Ribeiro

Escadaria Nobre
- Tecto - A Monarquia Lusitana e o Valor. Sobre eles, o Anúncio Bom, a Felicidade Eterna e a Fama - Norberto José Ribeiro
- Tecto - O Tempo derrubando o Engano - Norberto José Ribeiro

Sala de D. João IV
- Parede Poente - Acto do Juramento Solene de D. João IV a 15 de Dezembro de 1640 - José da Cunha Taborda
- Paredes Norte e Sul - A pequena nobreza, burguesia e povo assistem à cerimónia - José da Cunha Taborda
- Tecto - Alegoria da Justiça e da Concórdia com o Génio da Libertação - José da Cunha Taborda (com base na tela de Domingos Sequeira)
- Sanca - A História, a Poesia, a Música, o Tejo - José da Cunha Taborda

Sala de D. João VI
- Paredes - Atlas e África (Norte/Poente); Atlas e Europa (Sul/Nascente); Atlas e América (Norte/Nascente); Atlas e Ásia (Sul/Poente) - Arcângelo Foschini
- Parede Poente - Alegoria do Feliz Regresso de D. João VI. Minerva à direita do monarca apresenta-lhe as Bases da Constituição. Sobre ele paira a Felicidade Eterna. D. João VI surge no carro de Neptuno, seguido dos restantes membros da família real. À sua esquerda, o Valor indica-lhe o trono, na presença da Lusitânia, sentada mais abaixo - Arcângelo Foschini
- Tecto - O Conselho dos Deuses com Astreia - Arcângelo Foschini
- Tecto Poente/Norte - Neptuno é informado por Mercúrio da realização do Conselho - Arcângelo Foschini
- Tecto Topo Norte - Anfitrite, com o seu cortejo de tritões e nereidas dirige-se para o Conselho - Arcângelo Foschini
- Tecto Nascente/Norte - Prothêo, Filho de Neptuno convocando o gado maritimo para o cortejo - Arcângelo Foschini
- Tecto Nascente/Sul - O Pátrio Tejo distribuindo as grinaldas de flores pelas Tagidas - Arcângelo Foschini
- Tecto Topo Sul - O Pai Oceano sentado sobre uma baleia e acompanhado pelas suas filhas Nereidas - Arcângelo Foschini
- Tecto Poente/Sul - Eólo, recebendo da Deusa Juno as ordens para enviar o vento Zefiro e encadear os outros - Arcângelo Foschini

Sala do Trono
- Tecto - A Virtude Heróica - Máximo Paulino dos Reis e Manuel Piolti
- Sancas - Minerva, Mercúrio, Apolo e Diana - Máximo Paulino dos Reis e Manuel Piolti

Sala dos Jantares Grandes
- Tecto - Alegoria do dia 13 de Maio, aniversário de D. João VI: Apolo, no seu carro, rodeado das horas, segue a Aurora; Signo de Gémeos, dois putti, chorando, indicam o número XIII; Génio exibindo um listel com a frase "Na História não tens Pár" - José da Cunha Taborda

Sala do Corpo Diplomático
- Tecto Central - Hércules combatendo o Leão de Nemeia - André Monteiro da Cruz
- Sanca - Motivos pompeianos - André Monteiro da Cruz

Sala das Senhoras do Corpo Diplomático
- Tecto - Livro com texto latino; Coroa de louros com a inicial M inscrita

Salinha Verde
- Tecto - Composição com motivos pompeianos - Caetano Aires de Andrade

Sala do Retrato da Rainha
- Tecto - Alegoria da Paz, da Abundancia e da Harmonia, repudiando a Discórdia
- Sanca - Alegoria das Artes: a Dança; o Desenho; a Pintura e a Escultura; a Música; a Arquitectura

Sala dos Últimos Quartos do Rei
- Tecto - Psiché levada pelos zéfiros ou a Aurora
- Sancas - Alegoria das Artes e reserva com a inicial L; Boa Fama, Vitória e reserva com a inicial M

Antigo Gabinete de Trabalho do Rei
- Tecto - O Génio da Paz ou o Génio da Prosperidade ou o Anjo da cana de ouro

Antecamara da Salinha Chinesa
- Tecto - O Anjo Tutelar do Reino protegendo as Virtudes Cardeais; Anjo ostentando ao pescoço uma medalha com a Real Efígie de D. Miguel

Sala de D. Luís
- Tecto - Abertura em semicírculo com figuras femininas e putti; Figura feminina apoiada num globo; Monarquia Lusitana; Génio exibindo um distico com a inscrição "5 de Junho de 1823"; A Virtude Heróica combatendo as Fúrias; O Amor Pátrio e Minerva derrubando os Vícios; Jano, Vulcano, Juno, Neptuno e Zéfiro; Nossa SEnhora da Conceição - Arcângelo Foschini
- Sanca - Virtude Heróica

### Questões políticas sobre o Palácio
Em 4 de Março de 1976, o Deputado do MDP/CDE, Levy Baptista, levanta na Assembleia da República o problema das obras de arte da Ajuda vendidas no estrangeiro.
Em Fevereiro de 2007, sete anos após a venda de 27 mil m² quadrados de terrenos que se destinavam a requalificar a envolvente do palácio, o Estado vendeu os restantes terrenos que ali lhe restavam, a Quinta do Seminário, um espaço murado de 21.200 m² existente a sul do Palácio Nacional da Ajuda e que era uma peça central do plano de salvaguarda da zona, elaborado em 1987. (in Público de 27 de Fevereiro de 2007, José António Cerejo)